# Cunissa polyphera
Cunissa polyphera är en nässeldjursart som beskrevs av Ernst Haeckel 1879. Cunissa polyphera ingår i släktet Cunissa och familjen Cuninidae. Inga underarter finns listade i Catalogue of Life.